# Dum-Dum
Dum-Dum, seriefigur och skurk i Musse Pigg-serierna. Dum-Dum har uppträtt under många namn och brukar ses som kompanjon till skurken Borstis och ibland som en hantlangare till Svarte Petter. Dum-Dum är flintskallig.
Dum-Dum uppträdde första gången i serien Elden är lös, publicerad i Kalle Anka & C:o nr. 15-17/1967 och Hall of Fame 6 tillsammans med Borstis. Serien var tecknad av Paul Murry och berättad av Carl Fallberg. 